# 210'erne f.Kr.
Århundreder: 4. århundrede f.Kr. – 3. århundrede f.Kr. – 2. århundrede f.Kr.
Årtier: 260'erne f.Kr. 250'erne f.Kr. 240'erne f.Kr. 230'erne f.Kr. 220'erne f.Kr. – 210'erne f.Kr. – 200'erne f.Kr. 190'erne f.Kr. 180'erne f.Kr. 170'erne f.Kr. 160'erne f.Kr.
År: 219 f.Kr. 218 f.Kr. 217 f.Kr. 216 f.Kr. 215 f.Kr. 214 f.Kr. 213 f.Kr. 212 f.Kr. 211 f.Kr. 210 f.Kr.

## Begivenheder
- 2. Puniske krig